# Ярделунд
Ярделунд (нем. Jardelund) — община в Германии, в земле Шлезвиг-Гольштейн. 
Входит в состав района Шлезвиг-Фленсбург. Подчиняется управлению Шаффлунд.  Население составляет 312 человек (на 31 декабря 2010 года). Занимает площадь 16,63 км².